# Хурынлых
Ху́рынлых (Ху́ронлох, офиц. Хурынлых; чув. Хурăнлăх) — деревня в составе Сарабакасинского сельского поселения Чебоксарского района Чувашии.

## География
Расстояние до столицы республики, города Чебоксары, составляет 12 км, до районного центра, посёлка Кугеси, — 12 км, до железнодорожной станции 12 км. Деревня расположена на левом берегу реки Рыкша.
Часовой пояс
Деревня Хурынлых, как и вся Чувашская Республика, находится в часовой зоне МСК (московское время). Смещение применяемого времени относительно UTC составляет +3:00.
Административно-территориальная принадлежность
В составе: Кинярской волости Чебоксарского уезда (в XVIII  веке), Янгильдинской волости Козьмодемьянского уезда, Янгильдинской волости Чебоксарского уезда (с 26 июля 1920 года), Тогашевской волости того же уезда (с 7 августа 1926 года), Чебоксарского района (с 1 октября 1927 года):220. Сельский совет: с 1 октября 1927 года — Сарабакасинский:220, 264.

## Топонимика
Название — от чув. хурăнлăх «берёзовый лес».
Происхождение прежнего названия деревни — Побой (чув. Попой) — краевед И.С. Дубанов объясняет так: 

В глубокую старину эта деревня находилась возле р. Рыкша, но там пропала вода. Место, где теперь стоит Хурынлых, было подходящим, здесь есть овраги, кругом вода и вековые сосны. Сюда начали переселяться отдельные семьи из Васликасов, Б. Катрасей, Сархорн. <…> После строительства Янгильдинской церкви земля вокруг нее принадлежала попу и дьяку. <…> Вот откуда название деревни Попой/Побои — «поле попа».— Географические названия Чувашской Республики.
Исторические и прежние названия
Исторические: Вторая Янгильдина на речке Рыкша; Янгильдина, Побой тож. 

Прежние: Янгильдина (1904), Второе Янгильдино (1917):220, Побой (до 9 ноября 1940 года):264.

## История
Жители до 1724 года — ясачные, до 1866 года — государственные крестьяне; занимались животноводством, лесоразработкой, кулеткачеством (в 1925 году в рогожно-кулеткацком производстве было занято 25 дворов, в них 52 человека), домашним ремеслом, прочими промыслами (в 1925 году в 2-х дворах 7 человек были заняты в сапожно-башмачном производстве).

В 1930 году образован колхоз «Тузи». В 1939 году открыта начальная школа, в 1954 году — библиотека. В 1951 году деревня включена в колхоз «Звезда» с центром в деревне Сятракасы, с 1982 года деревня — в составе совхоза «Дружба» по птицеводству. 
Религия
В конце XIX — начале XX века жители деревни Янгильдино были прихожанами Введенской церкви села Икково (Введенское) (Построена не позднее 1780 года; вновь отстроена в 1886 году на средства купца П.Е. Ефремова. Церковь деревянная однопрестольная в честь Введения во храм Пресвятой Богородицы. Закрыта в 1929 году, не сохранилась.).

## Население
| 2010 | 2012 |
| ---- | ---- |
| 280  | ↘258 |

По данным Всероссийской переписи населения 2002 года в деревне проживали 239 человек, преобладающая национальность — чуваши (99%).

## Инфраструктура
Функционирует КФХ «Чернуха» (по состоянию на 2010 год). Имеются клуб, спортплощадка, магазин.
Памятники и памятные места
- Памятник воинам, павшим в Великой Отечественной войне (ул. Лесная)[13].
- Пикшикский курганный могильник — группа курганов эпохи бронзы в окрестностях деревень Пикшик и Хурынлых Чебоксарского района. Памятник археологии федерального значения[14][15].